# Římskokatolická farnost Zvole u Zábřehu
Římskokatolická farnost Zvole u Zábřehu je územní společenství římských katolíků v děkanátu Zábřeh s farním kostelem Neposkvrněného početí Panny Marie.

## Historie farnosti
První písemná zmínka o obci pochází z roku 1273, o dva roky později je zmiňován zdejší filiální kostel svatého Jiljí. Ten byl za husitských válek zničen a musel být roku 1444 znovu postaven. Během třicetileté války byla obec zpustošena a počet obyvatel se snížil.
Roku 1854 byl zdejší kostel úplně zničen požárem, a proto byl postaven nový, který byl v roce 1876 zasvěcen Neposkvrněnému Početí Panny Marie.

## Duchovní správci
Od března 2008 byl administrátorem excurrendo R. D. Mgr. František Eliáš. Ten se zde od července 2017 stal farářem.

## Bohoslužby
| Kostel                                   | Místo    | Bohoslužba (den)       | Hodina                 | Poznámka        |
| ---------------------------------------- | -------- | ---------------------- | ---------------------- | --------------- |
| Kaple Panny Marie Královny               | Jestřebí | pátek                  | 17.00                  | obecní kaple    |
| Kaple sv. Františka z Assisi             | Jestřebí | neslouží se pravidelně | neslouží se pravidelně | obecní kaple    |
| Kostel sv. Jana a Pavla                  | Pobučí   | neslouží se pravidelně | neslouží se pravidelně | filiální kostel |
| Kaple sv. Cyrila a Metoděje              | Lukavice | neslouží se pravidelně | neslouží se pravidelně | obecní kaple    |
| Kaple Panny Marie Královny               | Rájec    | čtvrtek                | 18.00                  | obecní kaple    |
| kostel Neposkvrněného početí Panny Marie | Zvole    | neděle pátek           | 10.15 17.30            | farní kostel    |

## Aktivity farnosti
Farnost se pravidelně podílí na projektu Noc kostelů.
Každoročně se ve farnosti koná tříkrálová sbírka, v roce 2016 se při ní vybralo v Zvoli 17 460 korun.
Pro farnost, stejně jako další farnosti děkanátu Zábřeh, vychází každý týden Farní informace.